# Nasovče
Nasovče este o localitate din comuna Komenda, Slovenia, cu o populație de 194 de locuitori.